# Pelourinho de Galegos
O Pelourinho de Galegos situa-se no Largo do Pelourinho, no lugar de Galegos, na atual freguesia de Constantim e Vale de Nogueiras, município de Vila Real, no distrito homónimo.
Calcula-se que este pelourinho tenha sido edificado no início do Século XVI, altura em que D. Manuel concedeu foral a Galegos.
Trata-se dum pelourinho constituído por uma base circular formada por pedras de granito, sobre a qual assenta uma outra pedra circular com um encaixe central para o fuste. O fuste de uma só peça, tem a forma de um paralelepípedo e é encimado por um capitel em forma de cubo com entalhes em X.
Este pelourinho foi classificado como Imóvel de Interesse Público em 11 de Novembro de 1933.